# Lenovo Moto Z
Moto Z – linia sztandarowych smartfonów marki Lenovo wyposażonych w system operacyjny Android. Zaprezentowano ją 9 czerwca 2016. Smartfony Lenovo Moto Z wyróżniają się możliwością szybkiego montażu dodatkowych, akcesoryjnych modułów na tylnej części obudowy – Moto Mods™.

## Specyfikacja
Smartfon Lenovo Moto Z jest wykonany z aluminium i stali nierdzewnej. Jego obudowa (bez dodatkowych akcesoriów) ma zaledwie 5,2 mm grubości. W jej tylnej części znajdują się piny, dzięki którym urządzenie może łączyć się z modułami Moto Mods™.
W skład linii Moto Z wchodzą 3 modele: Moto Z Play, Moto Z i Moto Z Force. Pierwszy z nich to wariant telefonu z procesorem Snapdragon 625, 3 GB RAM oraz wyświetlaczem Full HD. Pozostałe modele dysponują czterordzeniowymi procesorami Snapdragon 820, 4 GB RAM i ekranami Quad HD. Moto Z Force wyposażono ponadto w baterię o pojemności 3500 mAh oraz wytrzymały ekran wykonany w technologii ShatterShield, chroniącej przed pęknięciami.

## Moto Mods™
Wszystkie modele linii Moto Z są kompatybilne z Moto Mods™ – akcesoryjnymi modułami mocowanymi do tylnej części obudowy przy pomocy magnesów. W ofercie producenta znajdują się: wymienne plecki Moto Style Shell wykonane z różnych materiałów, dodatkowa bateria Incipio offGRID, projektor Insta-Share, głośnik JBL SoundBoost oraz obiektyw Hasselblad True Zoom z 10-krotnym zoomem optycznym.
W przyszłości Moto Mods będą wytwarzane także przez zewnętrznych producentów. Aby zapewnić wsparcie modułów z kolejnymi odsłonami smartfonów Moto Z, Lenovo zapowiedziało pełną kompatybilność przez najbliższe 3 lata.

## Dane techniczne
|                   | Moto Z Play                                               | Moto Z                                                     | Moto Z Force                                               |
| System operacyjny | Android 6.0.1 Marshmallow                                 | Android 6.0.1 Marshmallow                                  | Android 6.0.1 Marshmallow                                  |
| CPU               | 8 rdzeni, Snapdragon 625 2,0 GHz                          | 4 rdzenie, Snapdragon 820 2x1,8 i 2x 1,6 GHz               | 4 rdzenie, Snapdragon 820 2x2,15 i 2x 2,16 GHz             |
| GPU               | Adreno 506                                                | Adreno 530                                                 | Adreno 530                                                 |
| Pamięć RAM        | 3 GB                                                      | 4 GB                                                       | 4 GB                                                       |
| Pamięć ROM        | 32 GB                                                     | 32 / 64 GB                                                 | 32 / 64 GB                                                 |
| Bateria           | 3150 mAh, ładowanie TurboPower                            | 2600 mAh, ładowanie TurboPower                             | 3500 mAh, ładowanie Turbopower                             |
| Ekran             | 5,5 cala AMOLED 1080x1920 Full HD, 403 ppi, Gorilla Glass | 5,5 cala AMOLED, 1440x2560 Quad HD, 535 ppi, Gorilla Glass | 5,5 cala AMOLED, 1440x2560 Quad HD, 535 ppi, ShatterShield |
| Aparat tył        | 16 Mpx, dual LED flash                                    | 13 Mpx dual LED flash                                      | 21 Mpx dual LED flash, PDAF                                |
| Aparat przód      | 5 Mpx                                                     | 5 Mpx                                                      | 5 Mpx                                                      |